# یواس‌اس ورگانا (اس‌پی-۵۱۹)
یواس‌اس ورگانا (اس‌پی-۵۱۹) (به انگلیسی: USS Vergana (SP-519)) یک کشتی بود که طول آن ۱۴۵ فوت (۴۴ متر) بود. این کشتی در سال ۱۸۹۷ ساخته شد.